# 洪家镇
洪家镇，是中华人民共和国陕西省咸陽市长武县下辖的一个乡镇级行政单位。
2015年，陕西省民政厅批复同意将原地掌镇的汤渠、司家河、武家沟、半坡、庵里、东升、西坡、马寨8个村划归洪家镇。

## 行政区划
洪家镇下辖以下地区：
关路村、丁村、上柳村、下柳村、王东村、丈六村、凤口村、公主村、山兴村、长灵村、回朝村、庄里村、孔头村、姜曹村、曹公村、西坡边村、高家山村、马寨村、西坡村、安里村、东升村、半坡村、武家沟村、司家河村和汤渠村。